# یواس‌اس موریس (تی‌بی-۱۴)
یواس‌اس موریس (تی‌بی-۱۴) (به انگلیسی: USS Morris (TB-14)) یک کشتی بود که طول آن ۱۳۹ فوت ۶ اینچ (۴۲٫۵۲ متر) بود. این کشتی در سال ۱۸۹۸ ساخته شد.